# Förenade arabemiraten i olympiska spelen
Förenade arabemiraten deltog första gången vid olympiska sommarspelen 1984 i Los Angeles och har sedan dess varit med vid varje olympiskt sommarspel. De har aldrig deltagit vid de olympiska vinterspelen.
Förenade arabemiraten har totalt vunnit två medaljer.

## Medaljer
| Guld | Silver | Brons | Totalt antal medaljer |
| ---- | ------ | ----- | --------------------- |
| 1    | 0      | 1     | 2                     |

### Medaljer efter sommarspel
| Spel                | Guld | Silver | Brons | Totalt |
| 1984 Los Angeles    | 0    | 0      | 0     | 0      |
| 1988 Seoul          | 0    | 0      | 0     | 0      |
| 1992 Barcelona      | 0    | 0      | 0     | 0      |
| 1996 Atlanta        | 0    | 0      | 0     | 0      |
| 2000 Sydney         | 0    | 0      | 0     | 0      |
| 2004 Aten           | 1    | 0      | 0     | 1      |
| 2008 Peking         | 0    | 0      | 0     | 0      |
| 2012 London         | 0    | 0      | 0     | 0      |
| 2016 Rio de Janeiro | 0    | 0      | 1     | 1      |
| 2020 Tokyo          | 0    | 0      | 0     | 0      |
| 2024 Paris          | 0    | 0      | 0     | 0      |
| Totalt              | 1    | 0      | 1     | 2      |

### Medaljer efter sporter
| Sport  | Guld | Silver | Brons | Totalt |
| Skytte | 1    | 0      | 0     | 1      |
| Judo   | 0    | 0      | 1     | 1      |
| Totalt | 1    | 0      | 1     | 2      |